# João II de França
João II de França (Le Mans, 26 de abril de 1319 – Londres, 8 de abril de 1364), também conhecido como João, o Bom, foi o Rei da França de 1350 até sua morte. Era filho do rei Filipe VI e sua esposa Joana de Borgonha.
A França estava passando por diversos desastres quando João ascendeu ao trono: a Peste Negra causando a morte da população, companhias livres de brabançons saqueavam o país, ataques da Inglaterra causando várias perdas militares, incluindo a Batalha de Poitiers em 1356 onde João foi capturado.
Enquanto João era prisioneiro em Londres, seu filho Carlos tornou-se regente e enfrentou várias rebeliões, todas superadas. Para libertar o pai ele concluiu o Tratado de Brétigny em 1360, em que a França perdeu grandes territórios e pagou uma enorme quantia em resgate.
Ele foi libertado em uma troca de reféns, que incluíam seu filho Luís, e tentou reunir fundos para o resgate.  Ao voltar para a França ele criou franco para estabilizar a economia e tentou livrar-se das companhias livres ao enviá-los em uma cruzada, porém o Papa Inocêncio VI morreu pouco antes de se encontrarem no Condado Venaissino. Quando soube que Luís tinha escapado do cativeiro, ele voluntariamente se entregou aos ingleses, morrendo em Londres em 1364.

## Primeiros anos do reinado
João tornou-se rei de França em 1350 e foi coroado na Catedral de Reims. O cognome o Bom foi adquirido quase de imediato e era uma referência à sua generosidade para com os pobres e o rigor com que levava a sua condição de cavaleiro. No entanto, o pouco valor que dava ao dinheiro e a aderência cega aos princípios cavalheirescos haveriam de pôr o seu país em graves problemas ao longo do seu reinado. Uma das primeiras medidas como rei foi mandar executar o Conde d'Eu e Condestável de França, um homem poderoso na hierarquia militar e com ligação a várias famílias importantes. A decisão, justificada por alegadas negociações do Condestável com o rei Eduardo III de Inglaterra, com quem França se encontrava em guerra, causou logo mal estar junto da nobreza e minou a autoridade do novo rei.
Para substituir d’Eu, João II nomeou o seu favorito Carlos d’Espagne como novo Condestável, apesar da forte oposição. A decisão seguinte de se rodear de conselheiros de proveniência e motivações duvidosas aumentou ainda mais a clivagem entre si e os seus pares, numa altura em que França necessitava sobretudo de unidade. Estes passos que lhe valeram o antagonismo da nobreza eram um indício das fracas capacidades governativas que João tinha para mostrar. O facto de, no primeiro ano do seu reinado, a moeda ter-se desvalorizado dezoito vezes, ilustra bem este ponto.
Se não era muito cuidadoso com assuntos políticos e económicos, João II levava muito a sério a honra e prestígio do seu país, que considerava residirem no cumprimento dos ideais de cavalaria. Para enaltecer estes valores, João criou a Ordem da Estrela, que visava a perseguição da honra em nome de Deus e de Nossa Senhora. A Ordem serviu também como manobra para exigir aos seus 500 membros, de entre a nobreza de França, um novo juramento de lealdade.
Quase desde o início do reinado, João II encontrou um inimigo político no primo e genro Carlos II, o Mau, Rei de Navarra e, enquanto Conde d’Evreux, vassalo de França. Então com pouco mais de 20 anos, Carlos II era um homem ambicioso e conflituoso que procurava minar o poder dos Valois sempre que possível. A luta entre os dois atingiu o auge em 1354 com o assassinato, às ordens de Carlos II, do Condestável de França. Carlos II foi preso e depois perdoado, mas continuou a manipular intrigas contra João II e a manter contactos com Eduardo III de Inglaterra. Assim, quando chegou a hora de um confronto armado com Inglaterra, França estava irremediavelmente fracturada.

## Prisioneiro

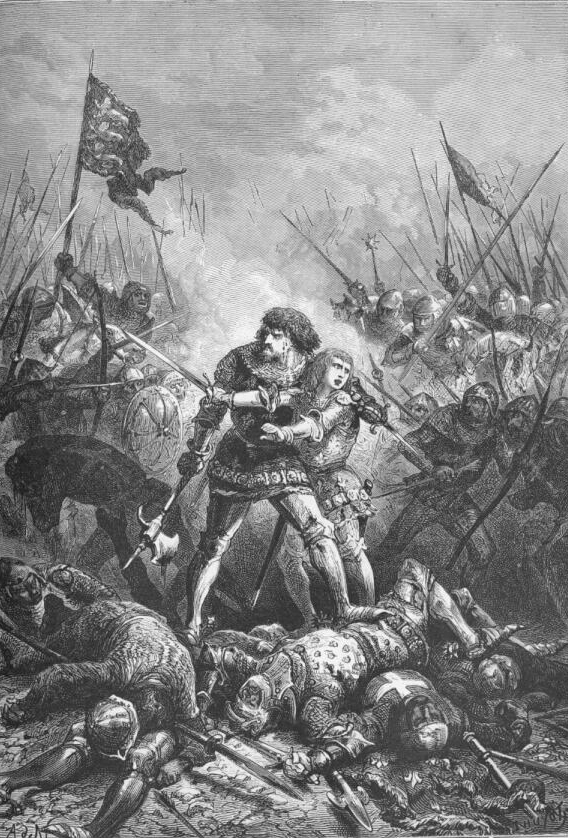
O rei da França, João II, o Bom, é capturado.

A 19 de Setembro de 1356, teve lugar a Batalha de Poitiers, uma das mais importantes da História de França e da Guerra dos Cem Anos. O exército francês apresentou-se na sua máxima força, comandado por João II, o seu Condestável Gautier de Brienne e os Marechais Clermont e d’Audrehem. As tropas inglesas em menor número eram comandadas por Eduardo, o Príncipe Negro e incluíam uma divisão de archeiros. O resultado do confronto foi, tal como a batalha de Crecy, uma derrota humilhante para França, não só devida ao erros tácticos repetidos de encontros anteriores, mas também à desorganização e falta de coerência do exército. As baixas foram pesadas, o número de prisioneiros enorme e os poucos que regressaram a casa foram acusados de covardia pelas populações. Mas a maior tragédia tinha sido a captura de João II e do seu filho mais novo, Filipe de Valois.
O Príncipe Negro levou João II e a sua comitiva de prisioneiros para Londres, onde foram recebidos como convidados de luxo. Embora sob custódia, João não foi privado da sua condição real e foi-lhe permitido manter casa, criados, cavalos, cães e falcões para caça, bem como sua correspondência com França. De Inglaterra, João II importou vinhos e outros artigos de França, que depois vendia aos captores com uma margem de lucro. A contabilidade do rei neste período sobreviveu e mostra que no cativeiro, João II teve uma vida confortável, senão mesmo luxuosa.
Do outro lado do Canal, a situação era bem mais desesperante. França estava entregue à anarquia, com a ausência de um monarca e a falta de autoridade do Delfim enquanto regente, face à burguesia cada vez mais activa na oposição. O resgate do rei e os tratados de paz estavam em negociações, mas mesmo o valor mínimo admitido em troca da libertação do rei deixaria  o país na ruína, o que não ajudava na motivação de reunir a quantia. Para além do mais, a mesada do rei, enviada para Inglaterra e destinada a custear a subsistência digna  do rei era mais um peso para os cofres do estado. O Delfim enfrentou graves problemas sociais, dos quais a revolta popular da Jacquerie foi o melhor exemplo.
Em 1360, foi assinado o Tratado de Brétigny, que estipulava o resgate em 3 milhões de coroas, uma soma colossal que deveria ser paga em prestações. Como garantia dos pagamentos, quarenta nobres foram enviados para Inglaterra, em troca da liberdade de João II. Entre eles encontravam-se Luís I, Duque de Anjou e Enguerrand VII, Senhor de Coucy.

## O regresso a França e o regresso a Inglaterra
João II regressou a França quando o país atravessava uma grave crise económica (em parte devido ao seu resgate), política e social. Como primeira iniciativa, o rei enviou uma expedição para tomar a fortaleza de Brignais, perto de Lyon, onde estava barricada uma companhia de mercenários renegados. O ataque, concretizado sem qualquer plano, resultou em desastre e na morte de Jacques de Bourbon, Conde de La Merche, um dos mais leais seguidores de João II. O rei absteve-se de mais tentativas para recuperar a normalidade da situação e nada mais fez. O Inverno de 1362 foi passado em Avinhão, em conversações com o papa sobre a possibilidade de realizar uma nova cruzada. Este plano falhou sobretudo graças à bancarrota do reino de França e à falta de entusiasmo de Inglaterra em colaborar.
João II chegou a Paris em Julho de 1363, onde descobriu que o filho Luís, Duque de Anjou, farto de esperar pelo resgate que nunca mais aparecia, tinha fugido da custódia inglesa. O rei tomou então a extraordinária decisão de se entregar de novo aos ingleses, para compensar a falta de conduta do filho, apesar de isso obrigar à negociação de um novo resgate da sua pessoa. João II regressou a Londres no princípio de 1364 e morreu na cidade cerca de quatro meses depois. Foi sucedido pelo filho Carlos V e é recordado essencialmente pelas suas políticas desastradas e incapacidade de liderança.

## Descendentes
- Carlos V, Rei de França (1338 - 1380)
- Luís I, Duque de Anjou (1339 - 1384)
- João, Duque de Berry (1340 - 1416)
- Filipe, Duque da Borgonha (1342 - 1404)
- Joana de Valois (1343 - 1373), casou com Carlos II de Navarra
- Maria, Duquesa de Bar, casou com Roberto I, Duque de Bar
- Inês de Valois (1345 - 1349)
- Margarida de Valois (1347 - 1352)
- Isabel, Condessa de Vertus (1348 - 1372), casou com João Galeácio Visconti, Duque de Milão